# Dimitrios Adamu
Dimitrios (Takis) Adamu (gr. Δημήτριος (Τάκης) Αδάμου; ur. 20 października 1914 w Pyrsogiani w gminie Konitsa, zm. 24 grudnia 1991) – grecki polityk, dziennikarz i pisarz, członek ruchu oporu i ELAS, od 1981 do 1987 poseł do Parlamentu Europejskiego I i II kadencji.

## Życiorys
Do 1935 kształcił się w szkole nauczycielskiej w Joaninie. Od 1935 należał do Komunistycznej Partii Grecji. Podczas II wojny światowej działał w ruchu oporu (Εθνική Αντίσταση) w Epirze. Pisał w podziemnych gazetach „Agonistis” (Αγωνιστής) i „Foni tis Ipeiru” (Φωνή της Ηπείρου). W czasie wojny domowej w Grecji należał do komunistycznej partyzantki ELAS i Demokratycznej Armia Grecji, gdzie doszedł do stopnia majora (odnosząc siedmiokrotnie rany w walce). Po jej rozwiązaniu przez ponad 25 lat przebywał na emigracji w Europie Zachodniej. Pracował jako dziennikarz, był m.in.: dyrektorem komunistycznego „Neos Kosmos” (Νέος Κόσμος, od 1954), publicystą w „Foni tis Alitheias” (Φωνή της Αλήθειας, 1960–1969) i redaktorem naczelnym wydawanego w Londynie „Elefhteri Patrida” (Ελεύθερη Πατρίδα, od 1970). Po powrocie do kraju przez 7 lat kierował związanym z KKE czasopismem „Rizospastis” (Ριζοσπάστη). Opublikował też kilka książek i zbiorów opowiadań. Został członkiem krajowego stowarzyszenia pisarzy, którym kierował w latach 1989–1991.
Od 1969 do 1974 należał do komitetu centralnego Komunistycznej Partii Grecji. W 1981 i 1984 uzyskiwał mandat posła do Parlamentu Europejskiego I i II kadencji. Przystąpił do Grupy Sojuszu Komunistycznego. Był wiceprzewodniczącym Delegacji ds. stosunków z Cyprem (1985–1987), został też członkiem m.in. Komisji ds. Rolnictwa, Rybołówstwa i Rozwoju Wsi oraz Komisji ds. Transportu i Turystyki. Z mandatu zrezygnował 18 września 1987.